# Іш-Сак-К'ук'
Іш-Сак-К'ук' (д/н — 12 вересня 640) — правляча цариця Баакульського царства у 615—640 роках. Ім'я перекладається як «Пані Білий Кецаль».

## Життєпис

Особистий ієрогліф

Походила з династії Токтан-Лакамхи. Донька Ханааб-Пакаля, якого вважають братом і співволодарем Ахен-Йоль-Мата. 
Десь у 601 або 602 році вступила в шлюб із К'ан-Мо'-Хішем, ахавом Ч'оха, що був родичем баакульської династії. Після смерті батька і дядька у 612 році на деякий час відійшла від політичного життя. Ймовірно у 615 році сприяла поваленню Муваан-Мата і сходженню на трон сина К'ініч-Ханааб-Пакаля I.
Фактична влада знаходилася в руках Іш-Сак-К'ук'. На думку вчених після досягнення сином повноліття Іш-Сак-К'ук' стала його співволодаркою. Прийшов до влади після династичної кризи, завдяки лінії матері-цариці. На Овальній палетці Пакаль зображений приймаючим інсигнії влади з рук своєї матері.
Близько 623 року від імені сина уклала союз з царством Сакц'і, що було спрямовано проти царства Йокіб-К'ін. У 626 році влаштувала шлюб свого сина з представницею царства Хуште'к'ух. В цей же час війська Баакуля зазнали поразки від Йокіба. Це відбулася до 628 року.
Саме цариця керувала церемонією закінчення к'атуна в день 9.10.0.0.0, 1 Ахав 8 К'аяб (27 січня 633 року). Померла в день 9.10.7.13.5, 4 Чікчан 13 Йаш (12 вересня 640 року).